# Amata hyalota
Amata hyalota är en fjärilsart som beskrevs av Edward Meyrick 1886. Amata hyalota ingår i släktet Amata och familjen björnspinnare. Inga underarter finns listade i Catalogue of Life.